# 옥소리
옥소리(본명: 옥보경, 1968년 12월 24일 ~ )는 대한민국의 배우이다. 1987년에 태평양화학 CF모델로 데뷔했다.

## 학력
- 동일중앙초등학교 (졸업)
- 경원여자중학교 (졸업)
- 서초여자고등학교 (졸업)

## 경력
- 2007년 4월 : 겨레의 숲 홍보대사

## 출연작

### 영화
- 《구로 아리랑》(1989) - 종미 역
- 《비 오는 날 수채화》(1989) - 지혜 역
- 《젊은 날의 초상》(1990) - 혜연 역
- 《하얀 비요일》(1991) - 고연지 역
- 《비 오는 날 수채화 2》(1993)
- 《카루나》(1996) - 분님 역

### 드라마
- 《사랑을 위하여》 (1992) - 이수완 역
- 《영웅일기》 (1994) - 리디아 역
- 《인간의 땅》 (1994) - 김실단 역
- 《옥이 이모》 (1995) - 최순옥 역
- 《컬러 - 갈색》 (1996) - 한영교 역
- 《연어가 돌아올 때》 (1996) - 오영채 역
- 《단 한번의 노래》 (1997) - 남혜주 역
- 《천일야화》 (1997)
- 《질주》 (1997)
- 《옛사랑의 그림자》 (1998) - 명희 역
- 《KBS 드라마시티 - 언젠가는》 (2004)

### 라디오
- 《11시 옥소리입니다.》 (SBS 러브FM, 2007년 4월 30일 ~ 10월)

## 광고
- 2005년 아이키즈 - 엄마의 마음은 늘 아이의 곁에 있고 싶습니다
- 2004년 복합 마데카솔 - 도미노 편
- 2000년 동양화재 - 박철 부부 편
- 2000년 날개달기 - 박철 편
- 1992년 삼호전자 - 옥소리 사운드 카드
- 1992년 유림패션 - 창가
- 1991년 유림패션 - 겨울 편
- 1991년 티라미스쵸코렛 - 운하 편
- 1991년 메르꼴레디 - 낙옆
- 1991년 유림패션 - 종이벽
- 1991년 라미에뜨
- 1991년 르노와르
- 1991년 금강제화 - 순수감정의 향기
- 1991년 르느와르핸드백 - 탱고
- 1989년 탐스핀 여름메이컵 - 여름해변
- 1988년 탐스핀 청건미맛사지 - 호흡에너지
- 1988년 아모레순정 - 피부 자극 제로
- 1988년 탐스핀 가을기초 - 가을 목장
- 1988년 탐스핀 가을메이컵 - 가을
- 1988년 탐스핀 화이트 - 더 하얗게
- 1988년 탐스핀 트위케익썬베일 - 해변
- 1988년 아모레순정 - 빛나는 검

## 사건
1996년 박철과 결혼했으나, 박철이 옥소리를 상대로 이혼소송을 제기하면서 파경을 맞았다. 2008년 12월 17일, 법원은 옥소리에 대해 간통죄 선고에 대해 징역 8개월, 집행유예 2년을 선고했다. 이후 이탈리아 출신의 요리사와 2011년에 결합하였다가 2014년에 결별하였다. 옥소리는 2014년에 연예계에 복귀하려 했으나 당시 이탈리아인 남편이 지명수배중인 것으로 밝혀져 대만으로 출국했다.